# Arduino Leonardo
Arduino Leonardo je v informatice název malého jednodeskového počítače z otevřené platformy Arduino, který je založen na mikrokontrolerech ATmega od firmy Atmel. Je nástupcem desky Arduino Uno, ale místo normálního USB portu má konektor USB micro, má pozměněný vzhled a vestavěné USB to serial rozhraní.

## Technické informace
| Mikroprocesor                    | ATmega32u4              |
| Provozní napětí (logická úroveň) | 5V                      |
| Vstupní napětí (doporučeno)      | 7-12V                   |
| Vstupní napětí (maximální limit) | 6-20                    |
| Počet digitálních I/O pinů       | 20 pinů, z toho 7 s PWM |
| Počet analogových vstupů         | 12 pinů                 |
| Proudové zatížení na 1 pin       | 40 mA                   |
| Flash paměť                      | 32 KB                   |
| SRAM                             | 2.5 KB                  |
| EEPROM                           | 1KB                     |
| Rychlost hodin                   | 16 MHz                  |
| Výška                            | 68.6 mm                 |
| Šířka                            | 53.3 mm                 |
| Váha                             | 20 g                    |